# Buxières-les-Mines
Buxières-les-Mines é uma comuna francesa na região administrativa de Auvérnia-Ródano-Alpes, no departamento Allier. Estende-se por uma área de 47,73 km². Em 2010 a comuna tinha 1 066 habitantes (densidade: 22,3 hab./km²).